# Agência Estado
Agência Estado (AE) ist eine private brasilianische Nachrichtenagentur mit Hauptsitz in São Paulo. Sie wurde 1970 von der Mediengruppe Grupo Estado gegründet, damit die eigenen Tageszeitungen O Estado de S. Paulo und das Jornal da Tarde, sowie der eigene Radiosender Rádio Eldorado mit Informationen, Reportagen und Bildern versorgen werden konnten.
Kurz nach der Gründung, begann die Agentur Nachrichten und Bilder auch an externe Kunden zu liefern, meistens kleine und mittlere Zeitungen, ebenso Radiosender. Mit strukturellen Veränderungen in den späten 1980er Jahren hat AE auf die inzwischen veränderten Gegebenheiten auf dem Informationsmarkt reagiert und das Unternehmen mit aggressiverer Berichterstattung und Vorgehensweise auf dem nationalen Markt besser positioniert. Der aufstrebenden brasilianischen Wirtschaft sollten fortan Nachrichten und Daten mit Hilfe den neuen elektronischen Kommunikationssysteme für die verschiedenen Sektore der brasilianischen Wirtschaft geboten werden.
Dazu war der brasilianische Finanzmarkt als das erste große Ziel ausgewählt. Mit AE Broadcast werden News, Analysen, Zitate, Tools und integrierte Grafik in Echtzeit geliefert. AE Conteúdo (portugiesisch: AE Inhalt) versorgt Partner weltweit mit Nachrichten. Die private Agentur ist nach eigenen Angaben heute Marktführer bei der Bereitstellung von Finanz-Informationen auf dem brasilianischen Markt. AE arbeitet in einem Netzwerk weltweiter Partner zusammen, u. a. Thomson Reuters, Associated Press, Bloomberg L.P., Agence France Presse, Financial Times und Xinhua.